# Фаверне
Фаверне́ (фр. Faverney) — коммуна во Франции, находится в регионе Франш-Конте. Департамент — Верхняя Сона. Входит в состав кантона Аманс. Округ коммуны — Везуль.
Код INSEE коммуны — 70228.

## География
Коммуна расположена приблизительно в 310 км к юго-востоку от Парижа, в 60 км севернее Безансона, в 17 км к северу от Везуля.
По территории коммуны протекает река Лантерн, а вдоль западной границы — река Сона.

## Население
Население коммуны на 2010 год составляло 981 человек.
| 1962 | 1968 | 1975 | 1982 | 1990 | 1999 | 2010 |
| ---- | ---- | ---- | ---- | ---- | ---- | ---- |
| 1228 | 1073 | 1072 | 1116 | 1112 | 1019 | 981  |

## Экономика
В 2010 году среди 618 человек трудоспособного возраста (15—64 лет) 461 были экономически активными, 157 — неактивными (показатель активности — 74,6 %, в 1999 году было 68,6 %). Из 461 активных жителей работали 421 человек (233 мужчины и 188 женщин), безработных было 40 (12 мужчин и 28 женщин). Среди 157 неактивных 33 человека были учениками или студентами, 61 — пенсионерами, 63 были неактивными по другим причинам.

## Достопримечательности
- Бывшая казарма (XVIII век). Исторический памятник с 1986 года[3]
- Средневековое аббатство. Исторический памятник с 1846 года[4]
- Бывшая жандармерия (1837 год). Исторический памятник с 1996 года[5]
- Крест на Ратушной площади (XVI век). Исторический памятник с 1913 года[6]
- Дом XVI века. Исторический памятник с 2009 года[7]
- Старый крытый рынок (XVIII век). Исторический памятник с 1996 года[8]

## Фотогалерея
- Аббатство
- Бывшая казарма
- Бывшая жандармерия
- Крест на Ратушной площади